# Digitaria similis
Digitaria similis là một loài thực vật có hoa trong họ Hòa thảo. Loài này được Beetle ex Gould mô tả khoa học đầu tiên năm 1979.